# 格洛克30手槍
格洛克30（Glock 30）是一款由奧地利槍械製造商格洛克（Glock）公司所設計及生產的手枪，是格洛克29的.45 ACP口徑版本，標凖彈匣為9發。

## 設計
格洛克30經歷了三次修改版本，最新的版本稱為第四代格洛克30（英語：4th generation Glock 30）。第四代會在套筒上型號位置加上“Gen4”以玆識別。新推出的格洛克30為了大大提高人機工效，採用了與第四代格洛克17相同的新紋理，握把由粗糙表面改凹陷表面，而握把略為縮小，亦且由過往不能更換改為可以更換握把片（分別是中形和大形，亦可以不裝上握把片直接使用），以調整握把尺寸，更適合不同的手形。亦會有經改進的彈匣設計，以便左右手皆可以直接按下加大化的彈匣卡榫以更換彈匣，亦可以與舊式彈匣共用，但只可以右手按下彈匣卡榫以更換彈匣。
在2013年的SHOT Show（美國著名槍展）之中，美國格洛克公司推出了格洛克30S。

## 衍生型

### 格洛克30SF
格洛克30SF（Glock 30 SF）和格洛克30的主要分別是30SF的扳機距離（從握把背部至扳機）縮短了2.5毫米（0.098英寸）和全長（從握把根部）縮短了4毫米（0.16英寸），讓手掌較小的使用者能夠觸及並且操作扳機；並把原本套筒下前方設有的導軌改為MIL-STD-1913戰術導軌，以安裝各種戰術配件。SF意為短底把（Short Frame）。

### 格洛克30S
格洛克30S（Glock 30S；S，全寫：Small，意為：小型）使用格洛克30SF的底把、格洛克36的套筒，以及.45 ACP口徑格洛克雙排手槍彈匣供彈。該槍的標凖彈匣為10發。

## 圖集

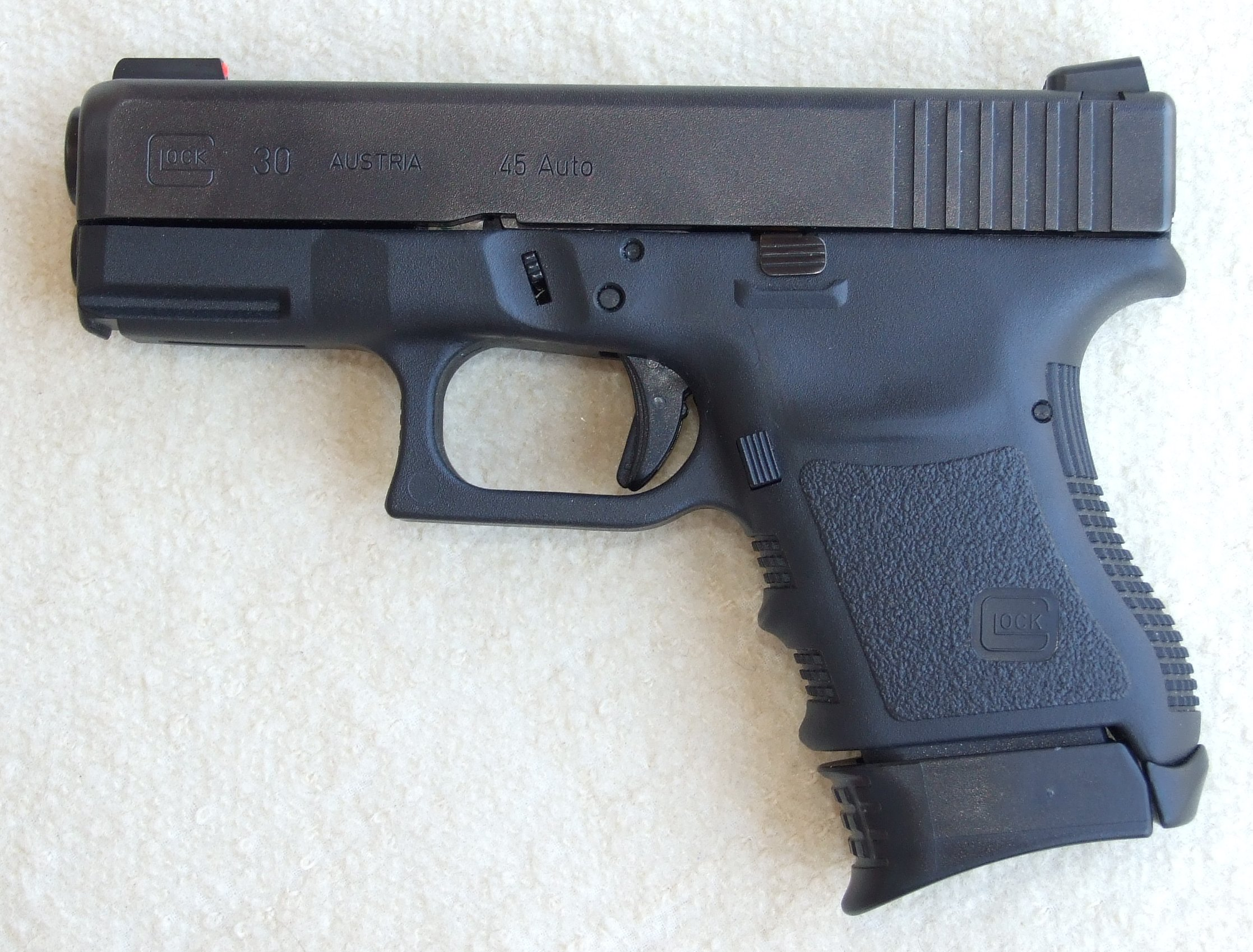
第三代格洛克30（注意套筒下前方的導軌）
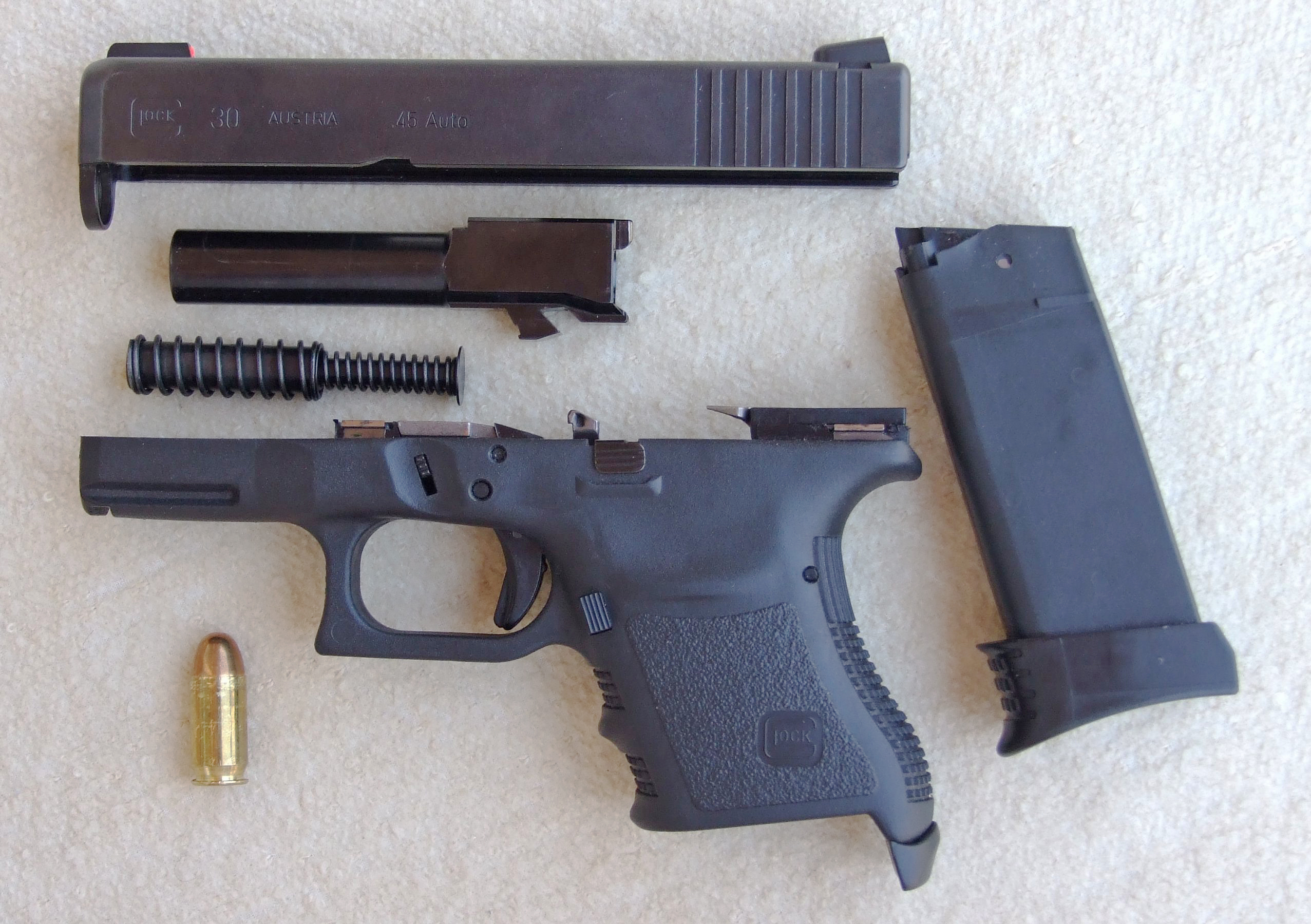
第三代格洛克30分解圖
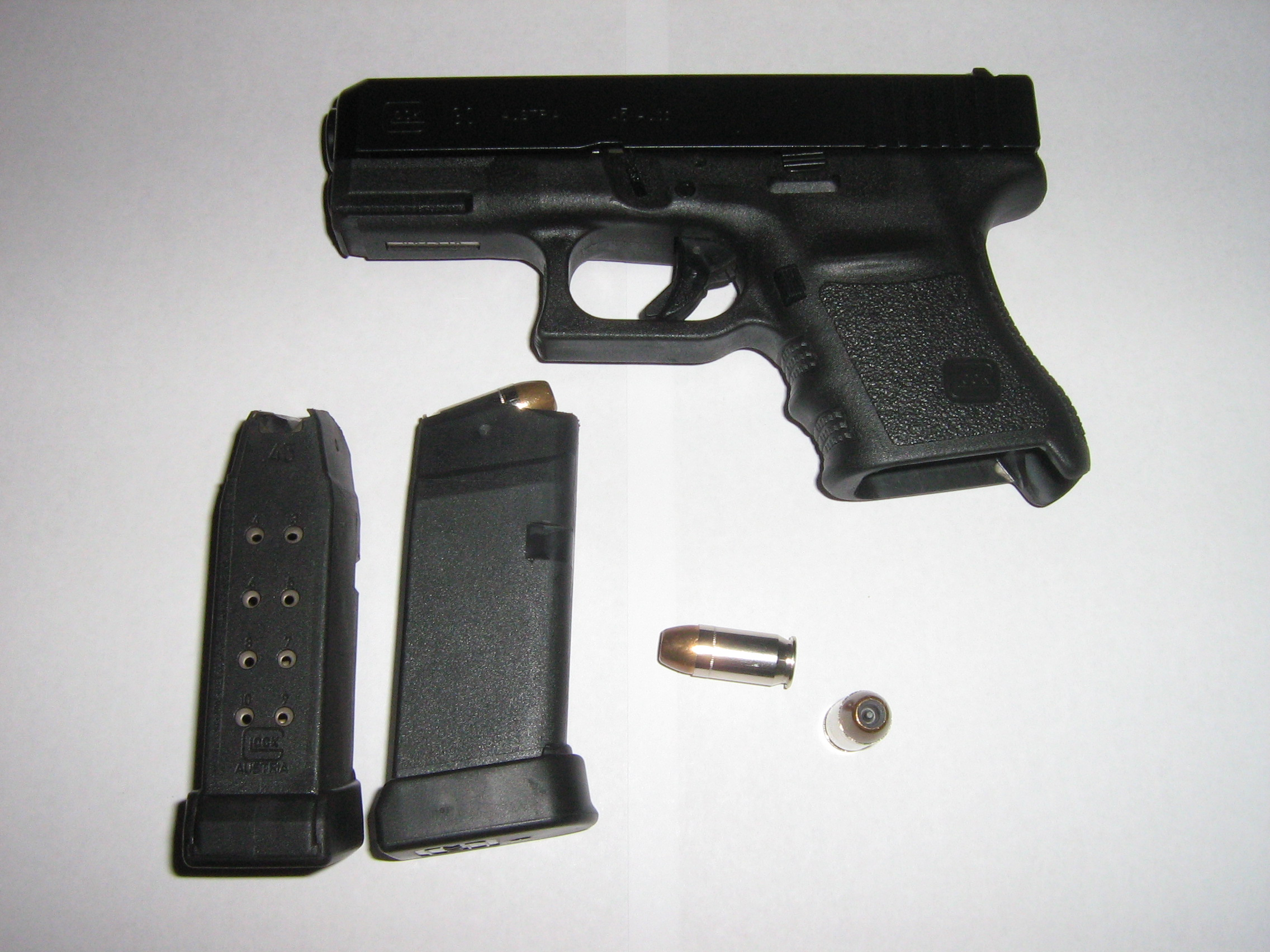
格洛克30及其彈匣
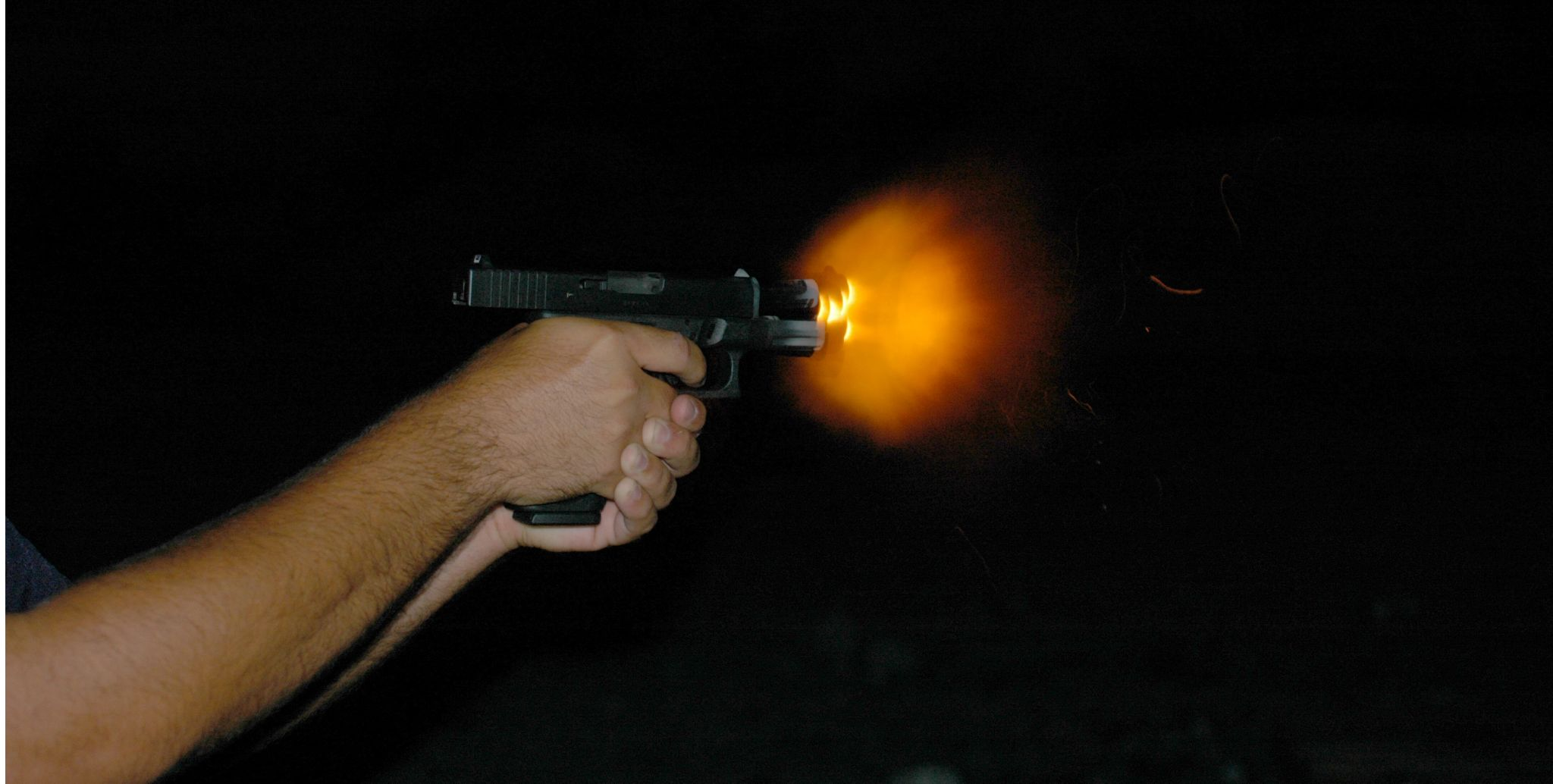
在黑暗中射擊的格洛克30

## 資料來源
1. ↑  Glock.com的格洛克30技術資料 的存檔，存档日期2009-01-05.
2. ↑  Glock 30 SF.com 的存檔，存档日期2009-08-01.
3. ↑  .   [2009-08-08]. （原始内容存档于2021-01-24）.
4. ↑  The New Glock 30S （页面存档备份，存于） - Thefirearmblog, January 8, 2013
5. ↑  Latest Offering from GLOCK （页面存档备份，存于） – Thefirearmblog.com, January 14, 2013

## 外部連結
- （英文）—格洛克官方主頁（页面存档备份，存于）
- （英文）—glocktalk.com-格洛克討論區 （页面存档备份，存于）
- （英文）—ImpactGuns—Glock 30 （页面存档备份，存于）
- （英文）—Topglock.com—Glock 30 SF
- （英文）—Glock 30 Handgun
- （英文）—Glock 30 .45 Pistol for Sale
- （英文）—Crimson Trace Laser Grip Glock 30 （页面存档备份，存于）
- （英文）—Firearms \ Pistols \ Model 30 45 ACP Fixed Sights 9 round[永久]
- （英文）—The Firearm Blog.com—
  - New Glock 30SF （页面存档备份，存于）
  - The New Glock 30S （页面存档备份，存于）
  - Shooting The New Glock 30S .45 ACP （页面存档备份，存于）
  - SHOT Show Sets the Stage for Unveiling of Latest Offering from GLOCK （页面存档备份，存于）
  - Glock 30S Review （页面存档备份，存于）
- （英文）—Guns Holsters and Gear—Glock 30S – Really? （页面存档备份，存于）
- （英文）—Tactical-Life.com—
  - Glock 30SF .45ACP （页面存档备份，存于）
  - .45 CARRY GLOCKS （页面存档备份，存于）
  - Glock 30S (video) （页面存档备份，存于）
  - Top 10 Guns Of Combat Handguns For 2013 （页面存档备份，存于）
  - Massad Ayoob: 8 Subcompact Glocks Perfect For Backup Duty （页面存档备份，存于）
  - Glocks Galore: The Ultimate Glock Buyer’s Guide （页面存档备份，存于）
- （英文）—Personal Defense World.com—
  - 25 Compact Carry Handguns For Self-Defense
  - 14 Best Double Stack Subcompact Pistols For Deep Concealment （页面存档备份，存于）
- （英文）—Military, Security and Civilian Guns and Equipment—Glock 30 （页面存档备份，存于）
- （英文）—Gunblast.com—Glock 30S Compact 45 ACP Semi-Automatic Pistol （页面存档备份，存于）
- （简体中文）—D Boy Gun World（GLOCK 30） （页面存档备份，存于）